# Anoplophilus major
Anoplophilus major är en insektsart som beskrevs av Ishikawa, H. 2002. Anoplophilus major ingår i släktet Anoplophilus och familjen grottvårtbitare. Inga underarter finns listade i Catalogue of Life.